# Paul Hartung
Paul Hartung (* 30. April 1811 in Altmorschen im Schwalm-Eder-Kreis; † 25. März 1877 ebenda) war ein deutscher Landwirt und Mitglied der kurhessischen Ständeversammlung.

## Leben
Paul Hartung betrieb in seinem Heimatort Altmorschen eine Landwirtschaft, als er 1845 ein Mandat für die kurhessische Ständeversammlung erhielt. Er wurde für den Bezirk Spangenberg-Land gewählt und blieb bis 1846 in dem Parlament, das nach den Unruhen im Jahre 1830 zum Zweck der Beratung und Verabschiedung einer Verfassung gebildet wurde und bis 1866 Bestand hatte, als das Land Hessen durch Preußen annektiert wurde.